# Clonaria eitami
Clonaria eitami är en insektsart som först beskrevs av Brock och Shlagman 1994.  Clonaria eitami ingår i släktet Clonaria och familjen Diapheromeridae. Inga underarter finns listade i Catalogue of Life.